# Al-Hàkam II
Al-Hàkam II al-Mustànsir bi-L·lah —àrab: الحكم المستنصر بالله, al-Ḥakam al-Mustanṣir bi-Llāh— va ser califa de Còrdova del 961 al 976. Era fill d'Abd-ar-Rahman III. Nomenat de jove com a hereu, no va pujar al tron succeint al seu pare fins al 15 o 16 d'octubre de 961, quan tenia 46 anys. El seu regnat fou pacífic i amb ell el califat va assolir la màxima esplendor com a bressol de cultura i progrés dins al-Àndalus. Va tenir dues esposes, una d'oficial, Radhia, amb qui no va aconseguir engendrar fills, per això els va tenir amb una concubina esclava, Subh, d'origen basc, que assoliria gran poder a la cort (i amb ella Almansor, un cabdill destacat).

## Normands
Un dels pocs incidents del seu regnat fou l'atac dels majús (normands) que van desembarcar a Alcácer do Sal, però foren rebutjats a la plana de Lisboa, el 971. L'intent normand de saquejar Lisboa i posteriorment Sevilla va decidir el califa a construir una flota que repel·lís els atacs dels pobles del nord, que van ser derrotats en diverses batalles al Guadalquivir.

## Castella i Lleó
El comte castellà Ferran González, amb els seus auxiliars gallecs i navarresos, va trencar la pau, però fou derrotat a San Esteban de Gormaz i després a Langa, a la vora del Duero i a Estercuel, prop de Tudela.
Destaca la seva ofensiva contra el Regne de Lleó per un deute antic de deu fortaleses. Els èxits del general Galib van obligar els cristians a cedir places importants com Calahorra o Sigüenza, fet que va incrementar el poder del califat.

## Política exterior
Per la frontera sud, la prioritat era frenar l'expansió del califat fatimita, que amenaçava les mateixes terres. Els fatimites en aquesta època van aconseguir conquerir Egipte (969) i llavors van traslladar la capital cap a l'est, oblidant en part el Magrib occidental. Aquest fet va afavorir que al-Hàkam II decidís incrementar la seva presència a la zona per assegurar els seus territoris; per això, va enviar el general mawla Ghàlib amb grans quantitats d'or per subornar els enemics locals i garantir la pau. La dinastia dels idríssides fou deposada i Hasan ibn Ghanum fou portat presoner a Còrdova amb els seus parents.

## Política interior

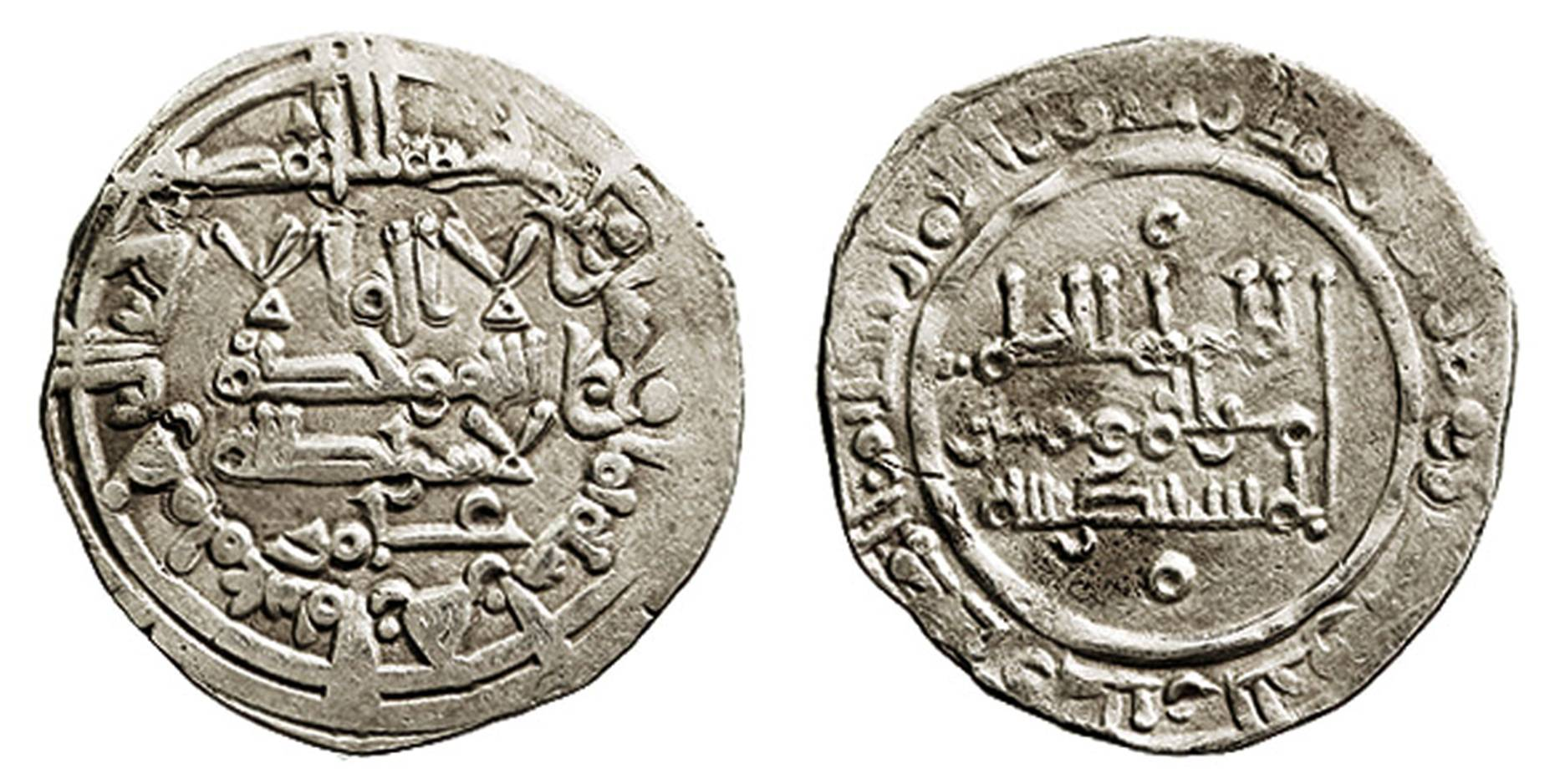
Dírham d'argent encunyada durant el regnat d'al-Hàkam II a Medina Azahara

El califat destaca pel respecte a totes les ètnies i religions als seus territoris. Va engrandir la mesquita de Còrdova i va construir obres públiques a la ciutat, que va esdevenir la més poblada i avançada d'Europa, i objectiu de viatges i peregrinacions de savis d'arreu, que venien a consultar les obres de les seves escoles. En destaca el domini de la medicina i la poesia. Des de l'inici del seu regnat, les ambaixades estrangeres no van parar d'arribar a Còrdova. Còrdova es va especialitzar en els treballs de luxe, que comercialitzava amb caravanes per Àfrica i el sud d'Europa. Aquests ingressos, junt amb l'agricultura, van fer que el regnat tingués prosperitat econòmica. El califa va convocar els grans del regne a una sessió solemne el 5 de febrer de 976 perquè signessin l'acta de nomenament d'hereu al tron a favor el seu fill Hisham, i amb l'ocasió li va regalar l'Arqueta d'Hixam II, que es troba a la Catedral de Girona. Amb deu anys, Hixam el succeí uns mesos més tard.

## Mort
Pocs anys abans de morir, un atac d'hemiplegia el va obligar a posar al front dels afers el ministre Jàfar ibn al-Mushafí. Va morir l'1 d'octubre del 976, pocs dies abans de la cerimònia en què el seu fill Hixam II havia de ser proclamat solemnement hereu a Còrdova. La proclamació del seu fill es va fer l'endemà.